# Maria Geroe-Tobler
Pour les articles homonymes, voir Tobler.
Maria Geroe-Tobler, née le 12 décembre 1895 à Saint-Gall et morte le 26 janvier 1963 à Herisau, est une artiste en art textile et un peintre suisse.

## Biographie

### Origines et famille
Maria Geroe-Tobler naît Maria Tobler le 12 décembre 1895 à Saint-Gall. Elle est originaire du même lieu.
Son père, Arnold Tobler, est aubergiste ; sa mère est née Maria Cäcilia Wirth.
Elle épouse en 1920 Marcel Geroe, chimiste et écrivain hongrois, originaire de Hlohovec, aujourd'hui en Slovaquie,. Ils divorcent en 1935.

### Formation
Elle se forme à partir de 1913 à l'école des arts appliqués de Saint-Gall et dans l'atelier de tissage à la main d'Edith Nägeli à Zurich. 
Domiciliée à partir de 1925 à Montagnola, dans le canton du Tessin, liée à Hermann Hesse et Ninon Hesse, elle fréquente la manufacture des Gobelins à Paris (semestres d'hiver 1927 et 1930) et les cours de Paul Klee et Vassily Kandinsky au Bauhaus de Dessau (1928-1929).

### Œuvre
Elle est l'auteur de dessins et d'une septantaine de tapisseries ornées de figures fantastiques très colorées et aux formes originales, qui rappellent parfois les frises de l'art textile copte ou scandinave et qui lui ont valu une renommée internationale.

### Fin de vie et mort
Sa santé se détériore à partir de 1947, avec de longues phases de maladie.
Elle meurt le 26 janvier 1963 à Herisau, dans le canton d'Appenzell Rhodes-Extérieures, à l'âge de 77 ans.